# Масакр у Бјеловцу 1992.
Покољ у Бјеловцу се десио пред зору 14. децембра 1992. године у селу Бјеловац, општина Братунац, у горњем Подрињу. У покољу на подручју Бјеловца, бошњачке снаге из Сребренице су под командом команданта 28. дивизије муслиманске Армије РБиХ Насера Орића убиле 68 Срба. На подручју Бјеловца заједно са околним селима Сикирић и Лозничка Ријека, муслиманске снаге су убиле 109 Срба, и том приликом спалиле 350 српских кућа и других објеката. Сва покретна имовина, стока, храна и љетина је покрадена. Село је неколико наредних мјесеци остало под контролом Армије РБиХ из Сребренице, и потпуно пусто од локалног становништва. Напад на сусједна села Сикирић и Лозничка Ријека се десио у исто вријеме, у организованој акцији муслиманских снага из Сребренице.

## Хронологија дешавања
Муслиманске снаге из Сребренице под командом Насера Орића су пред зору 14. децембра 1992. извршиле организовани напад на српска села Бјеловац, Сикирић и Лозничка Ријека, која се налазе на обали ријеке Дрине.
Према свједочењима преживјелих свједока, пред зору у Бјеловац је упао велики број муслиманских снага из Сребренице, који су убијали затечене Србе на кућним праговима. Многи становници села су се пробудили када су чули пуцњаву и видјели да куће у селу горе. Муслиманске снаге из Сребренице су овом приликом убиле Србе, међу којима су били и мушкарци и жене. Трећина становника села је убијена за мање од два сата.
Најмлађа жртва покоља је био Слободан Петровић који је имао 15 година, а најстарије Достана Матић (80) и Злата Јовановић (81). Достана Матић и Злата Јовановић су убијене на кућном прагу.
Када је због пуцњаве из ватреног оружја и пламена запаљених кућа напад на село постао очигледан, способно становништво је почело да се брани, те је дошло до окршаја током одбране кућа појединих становника села.
Мањи дио становника је покушао да се пробије према ријеци Дрини, и да се у чамцима пребаци у Србију. Збјег су дочекале муслиманске засједе и многи Срби су убијени у покушају пребацивања преко ријеке Дрине у чамцима. Муслиманске снаге су преживјело српско становништво заробили и одвели у логор у Сребреницу. Најмлађи који су одведени у логор у Сребреницу су били Немања Филиповић, који је имао седам мјесеци, и његова сестра Оливера Филиповић, која је имала три године. Сви заробљени су злостављани у логору, а након два мјесеца су размијењени за заробљене припаднике Армије РБиХ. Село је неколико наредних месеци остало под контролом муслиманске Армије РБиХ и било потпуно пусто од локалног становништва све док Војска Републике Српске у контраофанзиви није ослободила ова мјеста. Муслиманске снаге РБиХ су током 1992–1995. на подручју Сребренице и Братунца етнички очистили и уништили преко 100 српских села и заселака.
Симбол страдања покоља у Бјеловцу је Бранислав Брано Вучетић, коме су тог дана убијени отац и старији брат, а мајка три мјесеца раније. Он сам је провео у муслиманском логору за Србе скоро 2 мјесеца.

## Починиоци злочина
Преживјели свједоци Славка Матић и Славољуб Ранкић су током покоља као командујуће препознали Насера Орића, Зулфу Турсуновића, Ибрахима Манђића, и друге.